# Ryukyu-Maulwurf
Der Ryukyu-Maulwurf (Mogera uchidai), auch Senkaku-Maulwurf, ist eine Säugetierart aus der Gattung der Ostasiatischen Maulwürfe innerhalb der Maulwürfe (Talpidae). Er wurde bisher nur über ein Exemplar von der zu den Senkaku-Inseln gehörenden Insel Uotsuri-shima nachgewiesen. Das aufgefundene Individuum ähnelt den anderen Vertretern der Ostasiatischen Maulwürfe und besitzt wie diese einen walzenförmigen Körper mit kurzem Hals und grabschaufelartigen Vorderbeinen. Besonderheiten stellen die relativ kleinen Hände, das weniger umfangreiche Gebiss und die höhere Anzahl an Kreuzbeinwirbeln dar. Die einzige Beobachtung des Ryukyu-Maulwurfs datiert in das Jahr 1979, die Beschreibung als eigenständige Art erfolgte im Jahr 1991. Aufgrund des Territorialkonfliktes zwischen Japan, Taiwan und China um die Senkaku-Inseln ist eine Erforschung der Art nicht möglich, über die Lebensweise und Populationsdichte sowie Ausbreitungsgrenzen liegen daher keine Informationen vor. Der Bestand ist vermutlich gefährdet.

## Merkmale

### Habitus
Der Ryukyu-Maulwurf ist ein mittelgroßer Vertreter der Maulwürfe, von dem bisher lediglich ein Exemplar bekannt wurde. Dieses besitzt eine Kopf-Rumpf-Länge von 13,0 cm und ein Schwanzlänge von 1,2 cm. Der Schwanz entspricht damit rund 9,2 % der Körperlänge. Das Gewicht beträgt 42,7 g. Im Erscheinungsbild gleicht der Ryukyu-Maulwurf anderen Ostasiatischen Maulwürfen. Der Körper ist walzenförmig, der Hals kurz und die Vorderfüße sind grabschaufelartig gestaltet. Im Vergleich zu anderen Angehörigen der Gattung sind die Hände aber sehr klein. Sie werden 1,4 cm lang und 1,5 cm breit. Der Hinterfuß ist 1,6 cm lang. Die Rückenfärbung entspricht einem dunklen Graubraun oder einem Dunkelgrau, die Unterseite ist nur leicht heller gefärbt. An der Kehle tritt eine Braunfärbung auf, die bis auf die Brust reichen kann. Auf der Hinterseite der Beine und am Schwanz kommen lange graufarbene Haare vor. Die Nasenlöcher liegen seitwärts. Der nackte Anteil der Schnauze bis zum Nasenspiegel ist eher rechteckig geformt, allerdings nicht ganz so deutlich wie bei anderen Ostasiatischen Maulwürfen. Zudem wird der Bereich durch eine längs verlaufende Rille geteilt.

### Schädel- und Gebissmerkmale
Die größte Länge des Schädels liegt bei 31,8 mm, die Breite am Hirnschädel bei 15,3 mm und im Bereich der Augen bei 7,6 mm. Er ist in Ansicht von oben kegelförmig gestaltet und verjüngt sich kontinuierlich nach vorn. Die Zwischenaugenregion ist relativ weit und lang. In Seitenansicht biegt das Rostrum deutlich nach unten ab. Es ist außerdem kurz und breit. Seine Weite misst an den Molaren 9,0 mm und an den Eckzähnen 4,5 mm. Die Jochbögen sind grazil entwickelt, verlaufen aber in Seitenansicht leicht nach unten geschwungen. Der Gaumen ist sehr breit. An der Schädelbasis sind die Warzenfortsätze unscheinbar. Die Paukenblasen haben eine große sowie runde Form und sind flach. Der 21 mm lange Unterkiefer ist leicht gebaut, der Kronen- und der Gelenkfortsatz wirken schlank und nicht so robust wie beim Chinesischen Inselmaulwurf (Mogera insularis).
Das Gebiss setzt sich aus 38 Zähnen zusammen, die Zahnformel lautet entsprechend: {\displaystyle {\frac {3.1.3.3}{2.1.3.3}}} Dadurch unterscheidet sich der Ryukyu-Maulwurf von anderen Ostasiatischen Maulwürfen, die durch ihre jeweils vier Prämolaren insgesamt 42 Zähne aufweisen. Vermutlich ist beim Ryukyu-Maulwurf der jeweils zweite Vormahlzahn reduziert, der auch bei anderen talpinen Maulwürfen eine eher kleine Form aufweist. Es kann aber nicht eindeutig gesagt werden, ob das Fehlen der Prämolaren ein normaler Zustand beim Ryukyu-Maulwurf ist, da bisher nur ein Exemplar vorliegt. Beim nahe verwandten Chinesischen Inselmaulwurf (Mogera insularis) wie auch bei einigen anderen talpinen Maulwürfen treten aufgrund von Oligodontie vor allem im Bereich der Prämolaren zahlreiche Variationen auf. Die oberen Schneidezähne ragen deutlich nach vorn, dieses Merkmal fehlt weitgehend beim Ussuri-Maulwurf (Mogera robusta). Zwischen dem großen oberen Eckzahn und den folgenden Prämolaren besteht eine kleine Lücke. Im Unterkiefer ähnelt der Eckzahn den vorderen beiden Schneidezähnen (incisiform). Der erste Prämolar erinnert wiederum durch seine spitze Form an einen Eckzahn (caniniform). Die jeweils letzten Prämolaren sind vergleichsweise groß, am unteren kommen abweichend von anderen Ostasiatischen Maulwürfen zwei Spitzen vor. Ebenso sind die Mahlzähne außerordentlich groß, was auch für den jeweils letzten gilt. Die obere Zahnreihe misst 13,5 mm in der Länge, die untere 12,9 mm.

### Skelettmerkmale
Die Wirbelsäule umfasst 7 Hals-, 14 Brust-, 5 Lenden-, 7 Kreuzbein- und 4 Schwanzwirbel. Die Anzahl der Kreuzbeinwirbel ist höher als bei anderen Ostasiatischen Maulwürfen. Der Oberarmknochen weist einen relativ grazilen Bau auf.

## Verbreitung und Lebensraum

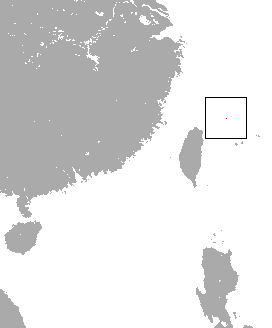
Verbreitungsgebiet des Ryukyu-Maulwurfs

Der Ryukyu-Maulwurf ist bisher nur auf der ostasiatischen Insel Uotsuri-shima nachgewiesen, die zu der Gruppe der Senkaku-Inseln am Südwestende der rund 1100 km langen Kette der Ryūkyū-Inseln gehört. Die von Japan verwaltete unbewohnte Insel befindet sich rund 200 km nordöstlich von Taiwan und etwa 300 km östlich des asiatischen Festlandes. Sie ist lediglich 4,3 km² groß bei einer Ausdehnung von 3,3 km in Ost-West- und 1,3 km in Nord-Süd-Richtung. Die höchste Erhebung erreicht 362 m, nach Süden fällt sie zu einem steilen Kliff ab, der sanftere Nordhang ist mit einem Wald aus einer Livistona-, Persea- und Feigen-Pflanzengemeinschaft bewachsen. Neben dem Maulwurfsvertreter kommen mit der Brandmaus und der Hausratte lediglich zwei weitere Säugetierarten natürlich vor, jedoch wurden auch Hausziegen eingeführt. Das einzige bekannte Exemplar des Ryukyu-Maulwurfs stammt von einer Wiese an der Westküste der Insel. Hier bestand in den ersten Jahren des 20. Jahrhunderts eine kleine Fabrik zur Trockenproduktion von Bonito, zu der auch einige Felder gehörten. Diese überwuchsen später mit Miscanthus-Gräsern.

## Lebensweise
Die Lebensweise des Ryukyu-Maulwurfs ist unbekannt. Einzig einzelne Gänge und Tunnel wurden in dem geringmächtigen, lockeren Bodensubstrat beobachtet, was wie bei anderen Ostasiatischen Maulwürfen auf eine unterirdisch grabende Aktivität hindeutet.

## Systematik
Der Ryukyu-Maulwurf ist eine Art aus der Gattung der Ostasiatischen Maulwürfe (Mogera). Die insgesamt neun Arten umfassende Gattung gehört wiederum zur Familie der Maulwürfe (Talpidae). Innerhalb dieser zählt sie neben einigen weiteren, vorwiegend eurasisch verbreiteten Artengruppen zur Tribus der Eigentlichen Maulwürfe (Talpini). Die Tribus sammelt die zumeist grabenden Vertreter der Maulwürfe, andere Mitglieder der Familie leben dagegen nur teilweise unterirdisch, bewegen sich oberirdisch fort oder sind an eine semi-aquatische Lebensweise angepasst. Die Ostasiatischen Maulwürfe bilden laut molekulargenetischen Untersuchungen zwei Verwandtschaftslinien, zu denen einerseits eine ost- und südostasiatisch-festländische Gruppe um den Chinesischen Inselmaulwurf (Mogera insularis) gehört, andererseits eine Gruppe der japanischen Inselwelt um den Japanischen Maulwurf (Mogera wogura). Letztere schließt aber ebenfalls den Ussuri-Maulwurf (Mogera robusta) der Koreanischen Halbinsel und der fernöstlichen russischen Region Primorje mit ein. Die Entstehung der beiden Linien datiert in das Obere Miozän vor etwa 10 bis 8 Millionen Jahre zurück. Die genaue verwandtschaftliche Stellung des Ryukyu-Maulwurfs ist aufgrund fehlender genetischer Daten bislang unbekannt. Anatomische Studien lassen eine engere Bindung an den Chinesischen Inselmaulwurf vermuten.
Die wissenschaftliche Erstbeschreibung des Ryukyu-Maulwurfs erfolgte im Jahr 1991 durch Hisashi Abe und Kollegen. Das dafür einzig verwendete und bis heute bekannte Exemplar ist ein nicht ganz ausgewachsenes Weibchen, das im Jahr 1979 an der Westküste der zu den Senkaku-Inseln gehörenden Insel Uotsuri-shima gefangen worden war. Die teils deutlichen anatomischen Abweichungen von den anderen Ostasiatischen Maulwürfen, etwa bezüglich der unterschiedlichen Gebissausprägung, der höheren Anzahl an Kreuzbeinwirbeln, oder des schlanken Oberarmknochens, bewogen die Autoren sowohl eine neue Art, als auch eine neue Gattung einzuführen. Als wissenschaftlichen Namen nutzten sie Nesoscaptor uchidai. Der Gattungsname Nesoscaptor bezieht sich mit den griechischen Wörtern νῆσος (nēsos) für „Insel“ und σκάπτηρ (skapter) für „Grabender“ auf die isolierte Lage des Fundortes und die unterirdische Lebensweise. Das Artepitheton uchidai ehrt Teru Aki Uchida von der Universität Kyūshū.
Eine Studie aus dem Jahr 2001 kam im Vergleich mit anderen Ostasiatischen Maulwürfen und vor allem mit dem in relativer geographischer Nähe auf Taiwan vorkommenden Chinesischen Inselmaulwurf zu genügend Übereinstimmungen und führten die Art daher in die Gattung Mogera über. Die Eigenheiten des Ryukyu-Maulwurfs entstanden vermutlich aus seiner Abtrennung von anderen Populationen der Ostasiatischen Maulwürfe. Die Senkaku-Inseln liegen auf dem Kontinentalsockel Ostasiens und waren möglicherweise während der letzten Kaltzeit aufgrund des niedrigeren Meeresspiegels, hervorgerufen durch die in den mächtigen inländischen Eisschilde gebundenen Wassermassen, mit dem Festland verbunden. Eventuell erfolgte in dieser Phase eine Besiedlung der Insel durch Maulwürfe. Der folgende Anstieg des Meeresspiegels durch die tauenden Eisschilde führte zur Ausbildung der heutigen Senkaku-Inseln. Demnach kann für den Ryukyu-Maulwurf von einer seit wenigstens 15.000 Jahren andauernden eigenständigen Entwicklung ausgegangen werden.

## Bedrohung und Schutz
Über die Lebensweise, genaue Verbreitung und Populationsdichte des Ryukyu-Maulwurfs liegen keine Informationen vor, lediglich das Holotyp-Exemplar ist bekannt. Die Senkaku-Inseln unterliegen einem Territorialkonflikt zwischen Japan, Taiwan und China, so dass auch seit 1991 keine wissenschaftlichen Arbeiten auf der Inselgruppe beziehungsweise auf Uotsuri-shima durchgeführt werden konnten. Die Ende der 1970er Jahre eingeführten Hausziegen verursachen aber laut Fern-, Flug- und Satellitenbeobachtungen einen erheblichen Schaden an der lokalen Vegetation, wodurch die Pflanzendecke zurückgeht und Bodenerosion einsetzt. Letzteres wirkt sich wahrscheinlich auch auf den Ryukyu-Maulwurf aus. Die IUCN führt die Art daher in der Kategorie „gefährdet“ (vulnerable). Es bestehen keine Schutzmaßnahmen. Notwendig sind Forschungen vor Ort.